# ゲストハウス
ゲストハウス（guesthouse, guest house）とは、
1. 訪問者のための宿泊施設、母屋とは別に用意された建物。国賓などを迎え入れる設備は迎賓館（The Guesthouse）と呼ばれる。→母屋とは別に準備された客人向けの住宅のことをゲストハウスと呼ぶ。
2. 安価な簡易宿泊施設。簡易宿所、ドミトリー、B&Bの類。→世界の旅行者の間では、バックパッカーの利用などに主眼を置いた安価な宿泊施設を指して使われることが多い。設備のほか、人件費を削減して安価な料金を実現しているため、ホテルのような一般的なサービスの類が無く、例として、タオルなどのアメニティ類は有料、ベッドメイキングをゲスト自身で行う必要性や、使用した食器などは洗ったのち、乾かしてから元の場所に戻す必要があるなど、セルフサービスのものや、宿内の秩序を守り、宿泊者同士が気持ちよく利用できるようにするためのルールが多い。それらは、ホテルとは違い、部屋によってはトイレ、バスルームがない場合もあり、共用のものを利用する。月単位の料金設定をしているところもあり、そこではアパートのように長期滞在も可能である。

かつて日本においてはシェアハウス、シェアルームのことを、ゲストハウスと称していた業者もいたが2010年代頃には廃れた。
(参考)日本において、ひとつの建物を借り切って行う結婚式をゲストハウスウェディング、またはハウスウェディングと呼ぶ場合がある。

## 母屋と切り離された宿泊施設
ホストの生活空間（母屋）とは別に用意された建物（部屋の場合はゲストルームと呼ばれる）。トイレ、バスルーム、ベッドルームなど訪問者（ゲスト）のために準備されている。国家が所有し、国賓などを宿泊させる設備は迎賓館と呼ばれる。

## 簡易宿所型ゲストハウス

### 日本の簡易宿所型ゲストハウス

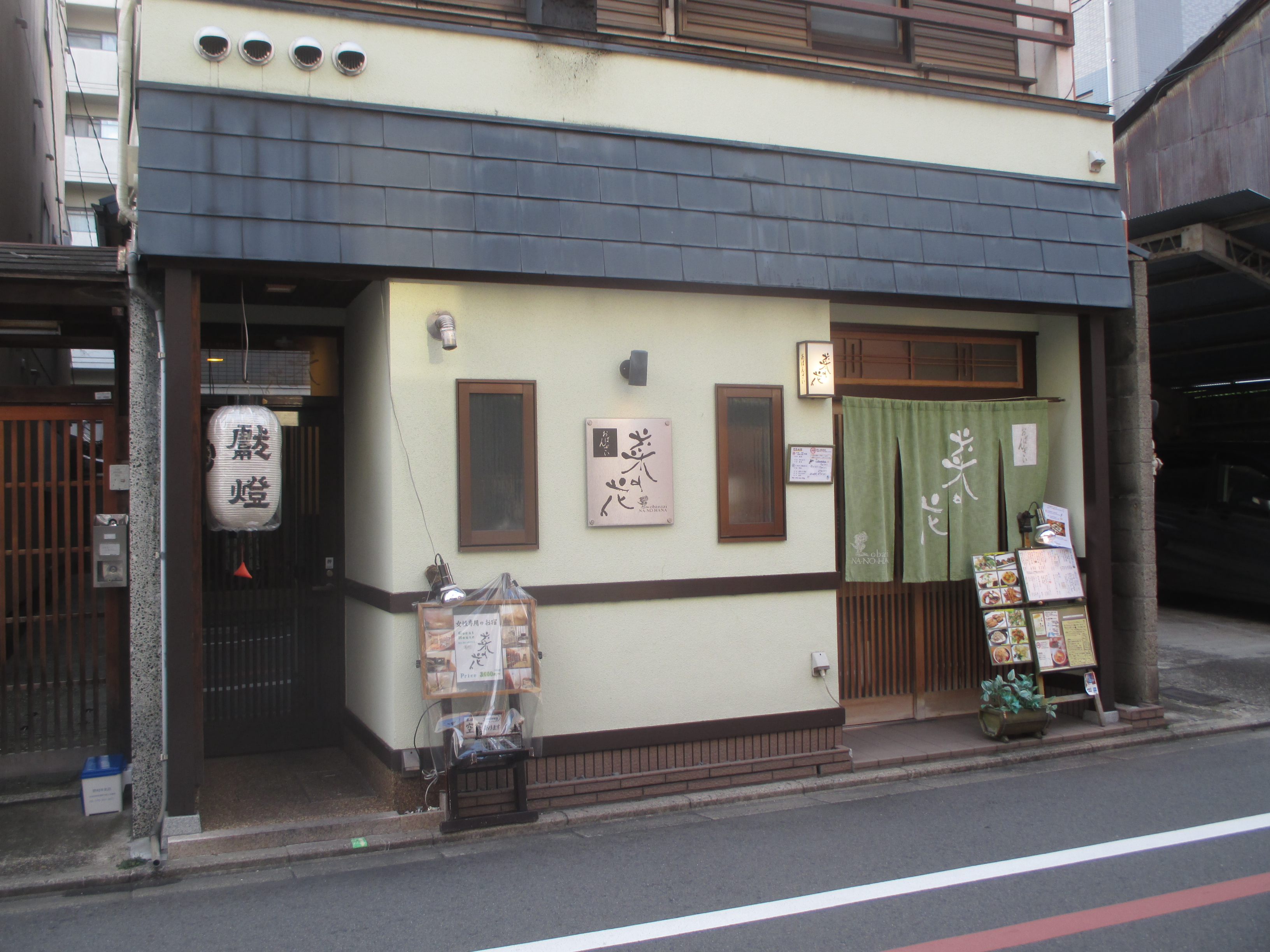
京都市中京区にある「ゲストハウス 菜の花」（女性専用）

決まった定義は無いが、旅行者のための安価な宿泊施設をこう呼ぶことが多い。ユースホステルに似た運営形式であり、相部屋が基本となる施設もある。
前田有佳利による『ゲストハウス100』によると、特徴として4つあげており、
1. 交流スペースが存在 ※利用が一組限定となる場合を除く
2. 一泊素泊まり一人から ※食事や食材込みの場合もあり
3. ドミトリー（相部屋）が存在 ※個室のみの場合もあり
4. トイレとシャワーなど水回りが共有 ※各個室に付属の場合もあり

2020年の東京オリンピックを見込んだ外国人観光客を見込んでか、2015年ごろから都内を中心にゲストハウスが急増している。日本においては、外国人の利用が多いとされる。

### 海外の簡易宿所型ゲストハウス
日本国外のゲストハウスには、部屋同士がベニヤ板で区切られているだけであったり、窓のないこともある。一つの部屋に複数人が泊まれる部屋はドミトリーと呼ばれ、より安価である。
イギリスで「guesthouse」といえば、ベッド・アンド・ブレックファスト（B&B）の大規模なものを指す。
インドネシア（主としてバリ島）では「ロスメン」（Losmen）と呼ばれる。

## 犯罪事件
2022年9月20日、岡山県浅口郡里庄町でゲストハウスを経営していた男が準強制性交の疑いで逮捕された。男は女性宿泊客に薬物を飲ませ、抵抗できない状態にしたうえで性的暴行を行っていたとされ、2023年4月時点で計8回逮捕されている。また、宿泊客を盗撮したとみられる写真や動画も押収された。